# دن نیکولسکو
دن نیکولسکو (رومانیایی: Dan Niculescu; ۲۲ اکتبر ۱۹۲۹ – ۱۹۹۹) بازیکن بسکتبال اهل رومانی بود. وی در بازی‌های المپیک تابستانی ۱۹۵۲ شرکت کرده‌است.